# 小行星8905
小行星8905（8905 Bankakuko）是一颗绕太阳运转的小行星，为主小行星带小行星。该小行星于1995年11月19日发现。

## 轨道参数
小行星8905的轨道半长轴为390 402 563 km，2.6096428 UA，离心率为0.269。